# Лауринас Грігеліс
Лауринас Грігеліс (нар. 14 серпня 1991) — колишній литовський тенісист.
Найвищу одиночну позицію світового рейтингу — 183 місце досяг 9 липня 2012, парну — 132 місце — 12 листопада 2012 року.
Завершив кар'єру 2021 року.

## Фінали челленджерів і ф'ючерсів

### Одиночний розряд: 32 (23–9)
| Легенда (одиночний розряд) |
| -------------------------- |
| Тур ATP Челленджер (1–2)   |
| Тур ITF Ф'ючерс (22–7)     |

| Титули за покриттям |
| ------------------- |
| Тверде (8–4)        |
| Ґрунт (13–4)        |
| Трава (0–0)         |
| Килим (2–1)         |

| Результат | В-П  | Дата     | Турнір                           | Рівень     | Покриття   | Суперник                   | Рахунок                  |
| --------- | ---- | -------- | -------------------------------- | ---------- | ---------- | -------------------------- | ------------------------ |
| Перемога  | 1–0  | Вер 2009 | Велика Британія F13, Рексем      | Ф'ючерс    | Тверде     | Девід Райс                 | 6–2, 6–3                 |
| Поразка   | 1–1  | Вер 2010 | Італія F27, Брузапорто           | Ф'ючерс    | Тверде (i) | Філіп Прпіч                | 3–6, 4–6                 |
| Перемога  | 2–1  | Тра 2011 | Марокко F3, Агадір               | Ф'ючерс    | Ґрунт      | Бассам Бейдас              | 6–0, 6–0                 |
| Перемога  | 3–1  | Лип 2011 | Аптос, США                       | Челленджер | Тверде     | Ілія Бозоляц               | 6–2, 7–6(7–4)            |
| Поразка   | 3–2  | Бер 2013 | Швейцарія F3, Торрічелла-Таверне | Ф'ючерс    | Килим (i)  | Мартін Фішер               | 6–7(4–7), 1–6            |
| Перемога  | 4–2  | Сер 2013 | Литва F1, Вільнюс                | Ф'ючерс    | Ґрунт      | Джаммарко Міколані         | 6–1, 6–3                 |
| Перемога  | 5–2  | Вер 2013 | Туреччина F37, Анталія           | Ф'ючерс    | Тверде     | Клаудіо Фортуна            | 6–2, 6–3                 |
| Перемога  | 6–2  | Жов 2013 | Велика Британія F21, Лафборо     | Ф'ючерс    | Тверде (i) | Девід Райс                 | 6–4, 3–6, 6–3            |
| Перемога  | 7–2  | Жов 2013 | Велика Британія F22, Тіптон      | Ф'ючерс    | Тверде (i) | Йоріс Де Лор               | 6–3, 6–3                 |
| Перемога  | 8–2  | Лис 2013 | Велика Британія F23, Едбагстон   | Ф'ючерс    | Тверде (i) | Йоріс Де Лор               | 6–3, 1–6, 6–0            |
| Перемога  | 9–2  | Гру 2013 | Чехія F7, Опава                  | Ф'ючерс    | Килим (i)  | Володимир Ігнатик          | 4–6, 6–3, 7–6(7–2)       |
| Перемога  | 10–2 | Січ 2014 | Велика Британія F1, Глазго       | Ф'ючерс    | Тверде (i) | Денієл Сметгерст           | 7–5, 6–7(4–7), 7–5       |
| Поразка   | 10–3 | Лис 2014 | Велика Британія F18, Лафборо     | Ф'ючерс    | Тверде (i) | Максім Отом                | 2–6, 1–6                 |
| Перемога  | 11–3 | Лют 2015 | Італія F1, Сондріо               | Ф'ючерс    | Тверде (i) | Квентен Аліс               | 6–7(7–9), 6–3, 7–5       |
| Перемога  | 12–3 | Лип 2015 | Румунія F7, Фокшани              | Ф'ючерс    | Ґрунт      | Маріано Кестельбойм        | 6–4, 6–3                 |
| Перемога  | 13–3 | Лип 2015 | Литва F1, Вільнюс                | Ф'ючерс    | Ґрунт      | Рональд Слободчиков        | 6–3, 6–2                 |
| Поразка   | 13–4 | Сер 2015 | Румунія F12, Ясси                | Ф'ючерс    | Ґрунт      | Герард Гранольєрс          | 3–6, 6–3, 6–7(0–7)       |
| Перемога  | 14–4 | Сер 2015 | Румунія F13, Медіаш              | Ф'ючерс    | Ґрунт      | Драгош Діма                | 6–2, 6–3                 |
| Поразка   | 14–5 | Тра 2016 | Румунія F2, Галац                | Ф'ючерс    | Ґрунт      | Хуан Пабло Пас             | 4–6, 1–6                 |
| Перемога  | 15–5 | Сер 2016 | Латвія F1, Юрмала                | Ф'ючерс    | Ґрунт      | Мікеліс Лібієтіс           | 6–4, 7–5                 |
| Перемога  | 16–5 | Вер 2016 | Румунія F15, Брашов              | Ф'ючерс    | Ґрунт      | Габріель Алехандро Ідальго | 7–6(7–1), 6–2            |
| Перемога  | 17–5 | Вер 2016 | Румунія F16, Бухарест            | Ф'ючерс    | Ґрунт      | Клаудіо Фортуна            | 6–4, 4–6, 6–1            |
| Перемога  | 18–5 | Жов 2016 | Туніс F26, Хаммамет              | Ф'ючерс    | Ґрунт      | Бенжамен Бонзі             | 6–4, 6–4                 |
| Перемога  | 19–5 | Жов 2016 | Туніс F28, Хаммамет              | Ф'ючерс    | Ґрунт      | Фред Жіл                   | 6–0, 6–1                 |
| Поразка   | 19–6 | Лис 2016 | Брешія, Італія                   | Челленджер | Тверде (i) | Лука Ванні                 | 7–6(7–5), 4–6, 6–7(8–10) |
| Поразка   | 19–7 | Лип 2017 | Польща F4, Мронгово              | Ф'ючерс    | Ґрунт      | Олексій Попирин            | 3–6, 6–3, 3–6            |
| Поразка   | 19–8 | Лип 2017 | Польща F5, Мронгово              | Ф'ючерс    | Ґрунт      | Зденек Коларж              | 5–7, 0–1 ret.            |
| Перемога  | 20–8 | Вер 2017 | Румунія F12, Брашов              | Ф'ючерс    | Ґрунт      | Франко Агаменоне           | 6–2, 6–2                 |
| Перемога  | 21–8 | Лис 2017 | Марокко F4, Касабланка           | Ф'ючерс    | Ґрунт      | Лямін Уахаб                | 4–6, 6–2, 7–5            |
| Перемога  | 22–8 | Лис 2017 | Марокко F5, Бені-Меллаль         | Ф'ючерс    | Ґрунт      | Бернабе Сапата Міральєс    | 6–1, 6–2                 |
| Поразка   | 22–9 | Лис 2017 | Брешія, Італія                   | Челленджер | Тверде (i) | Лукаш Лацко                | 1–6, 2–6                 |
| Перемога  | 23–9 | Бер 2018 | Італія F1, Тренто                | Ф'ючерс    | Килим (i)  | Максіміліан Нойхріст       | 6–4, 6–4                 |

### Парний розряд: 43 (29–14)
| Легенда (парний розряд)   |
| ------------------------- |
| Тур ATP Челленджер (12–4) |
| Тур ITF Ф'ючерс (17–10)   |

| Титули за покриттям |
| ------------------- |
| Тверде (12–5)       |
| Ґрунт (16–8)        |
| Трава (0–0)         |
| Килим (1–1)         |

| Результат | В-П   | Дата     | Турнір                           | Рівень     | Покриття   | Партнер              | Суперники                                | Рахунок                |
| --------- | ----- | -------- | -------------------------------- | ---------- | ---------- | -------------------- | ---------------------------------------- | ---------------------- |
| Поразка   | 0–1   | Вер 2009 | Італія F26, Трієст               | Ф'ючерс    | Ґрунт      | Джузеппе Менга       | Філіппо Леонарді Якопо Маркеджані        | 6–2, 4–6, [7–10]       |
| Поразка   | 0–2   | Тра 2010 | Італія F8, Поццуолі              | Ф'ючерс    | Ґрунт      | Ден Еванс            | Хуан-Мартін Арангурен Алехандро Фаббрі   | 4–6, 6–7(4–7)          |
| Поразка   | 0–3   | Чер 2011 | Італія F12, Бергамо              | Ф'ючерс    | Ґрунт      | Ріккардо Сінікропі   | Джорджо Порталурі Хуан-Пабло Вільяр      | 7–5, 3–6, [8–10]       |
| Перемога  | 1–3   | Лют 2012 | Вольфсбург, Німеччина            | Челленджер | Килим (i)  | Володимир Ігнатик    | Томаш Беднарек Олів'є Шарруен            | 7–5, 4–6, [10–5]       |
| Перемога  | 2–3   | Бер 2012 | Шербур, Франція                  | Челленджер | Тверде (i) | Володимир Ігнатик    | Дастін Браун Джонатан Маррей             | 4–6, 7–6(11–9), [10–0] |
| Перемога  | 3–3   | Кві 2012 | Сен-Бріє, Франція                | Челленджер | Ґрунт (i)  | Раміз Джунейд        | Стефан Робер Лоран Рошетт                | 1–6, 6–2, [10–6]       |
| Перемога  | 4–3   | Кві 2012 | Неаполь, Італія                  | Челленджер | Ґрунт      | Алессандро Мотті     | Раміз Джунейд Ігор Зеленай               | 6–4, 6–4               |
| Перемога  | 5–3   | Вер 2012 | Сен-Ремі, Франція                | Челленджер | Тверде     | Володимир Ігнатик    | Хорді Марсе-Відрі Карлес Поч Градін      | 6–7(4–7), 6–3, [10–6]  |
| Поразка   | 5–4   | Жов 2012 | Велика Британія F17, Глазго      | Ф'ючерс    | Тверде (i) | Баштіан Кніттель     | Девід Райс Шон Торнлі                    | 3–6, 2–6               |
| Поразка   | 5–5   | Жов 2012 | Велика Британія F18, Кардіфф     | Ф'ючерс    | Тверде (i) | Джузеппе Менга       | Баштіан Кніттель Кевін Кравіц            | 6–3, 4–6, [7–10]       |
| Поразка   | 5–6   | Чер 2013 | Korea F4, Чханвон                | Ф'ючерс    | Тверде     | Енріке Лопес Перес   | Лім Йон Кю Нам Чі Сун                    | 7–5, 4–6, [9–11]       |
| Перемога  | 6–6   | Сер 2013 | Литва F1, Вільнюс                | Ф'ючерс    | Ґрунт      | Джузеппе Менга       | Іван Аніканов Ярослав Шило               | 7–5, 6–3               |
| Перемога  | 7–6   | Вер 2013 | Туреччина F36, Анталія           | Ф'ючерс    | Тверде     | Федеріко Гайо        | Декел Бар Річард Ґабб                    | 1–6, 6–3, [10–8]       |
| Перемога  | 8–6   | Вер 2013 | Туреччина F37, Анталія           | Ф'ючерс    | Тверде     | Федеріко Гайо        | Олександр Красноруцький Антон Манегін    | 6–3, 7–6(7–5)          |
| Поразка   | 8–7   | Бер 2014 | Швейцарія F1, Торрічелла-Таверне | Ф'ючерс    | Килим (i)  | Генрі Лааксонен      | Єспер Брунстрем Фредерік Нільсен         | 4–6, 6–7(4–7)          |
| Поразка   | 8–8   | Лип 2014 | Реканаті, Італія                 | Челленджер | Тверде     | Джеймс Класкі        | Ілія Бозоляц Ґоран Тошич                 | 7–5, 4–6, [5–10]       |
| Перемога  | 9–8   | Сер 2014 | Аптос, США                       | Челленджер | Тверде     | Рубен Бемельманс     | Пурав Раджа Санам Сінгх                  | 6–3, 4–6, [11–9]       |
| Перемога  | 10–8  | Жов 2014 | Білорусь F3, Мінськ              | Ф'ючерс    | Тверде (i) | Лукас Мугевічюс      | Шонігмат Шофайзієв Андрій Василевський   | 6–4, 4–6, [10–6]       |
| Перемога  | 11–8  | Жов 2014 | Велика Британія F17, Манчестер   | Ф'ючерс    | Тверде (i) | Девід Райс           | Шон Торнлі Даррен Волш                   | 6–4, 6–4               |
| Перемога  | 12–8  | Січ 2015 | Касабланка, Марокко              | Челленджер | Ґрунт      | Адріан Унгур         | Флавіо Чіполла Алессандро Мотті          | 3–6, 6–2, [10–5]       |
| Перемога  | 13–8  | Лют 2015 | Італія F1, Сондріо               | Ф'ючерс    | Тверде (i) | Франческо Борго      | Сандер Арендс Нілс Лотсма                | 6–2, 3–6, [10–7]       |
| Перемога  | 14–8  | Лип 2015 | Румунія F7, Фокшани              | Ф'ючерс    | Ґрунт      | Клаудіо Фортуна      | Максим Дубаренко Владислав Манафов       | 6–2, 6–1               |
| Перемога  | 15–8  | Лип 2015 | Румунія F8, Пітешть              | Ф'ючерс    | Ґрунт      | Клаудіо Фортуна      | Петру-Александру Лунчяну Лукас Мугевічюс | 6–3, 6–1               |
| Перемога  | 16–8  | Лип 2015 | Литва F1, Вільнюс                | Ф'ючерс    | Ґрунт      | Лукас Мугевічюс      | Мікеліс Лібієтіс Гантер Ріс              | 7–5, 3–6, [13–11]      |
| Перемога  | 17–8  | Сер 2015 | Румунія F13, Медіаш              | Ф'ючерс    | Ґрунт      | Клаудіо Фортуна      | Карлос Болуда-Пуркісс Алессандро Колелла | 6–3, 6–1               |
| Перемога  | 18–8  | Жов 2015 | Касабланка, Марокко              | Челленджер | Ґрунт      | Мохамед Сафват       | Тіємо де Баккер Стефан Франсен           | 6–4, 6–3               |
| Перемога  | 19–8  | Лют 2016 | Єгипет F3, Шарм-еш-Шейх          | Ф'ючерс    | Тверде     | Клаудіо Фортуна      | Лоран Рошетт Тібо Вентуріно              | 6–3, 3–6, [10–6]       |
| Перемога  | 20–8  | Лют 2016 | Єгипет F4, Шарм-еш-Шейх          | Ф'ючерс    | Тверде     | Клаудіо Фортуна      | Томаш Папік Павел Штауберт               | 6–3, 7–6(7–5)          |
| Перемога  | 21–8  | Кві 2016 | Італія F6, Пула                  | Ф'ючерс    | Ґрунт      | Франческо Монкагатто | Джером Інзерільйо Яннік Янковіц          | 6–3, 6–0               |
| Поразка   | 21–9  | Тра 2016 | Румунія F2, Галац                | Ф'ючерс    | Ґрунт      | Лукас Мугевічюс      | Lucas Gómez Хуан Пабло Пас               | 4–6, 6–4, [9–11]       |
| Перемога  | 22–9  | Лип 2016 | Литва F1, Вільнюс                | Ф'ючерс    | Ґрунт      | Лукас Мугевічюс      | Міхал Дембек Ян Зелінський               | 7–5, 6–4               |
| Поразка   | 22–10 | Сер 2016 | Латвія F1, Юрмала                | Ф'ючерс    | Ґрунт      | Клаудіо Фортуна      | Джонатан Ґрей Юен Мур                    | 6–2, 4–6, [8–10]       |
| Перемога  | 23–10 | Жов 2016 | Туніс F26, Хаммамет              | Ф'ючерс    | Ґрунт      | Давід Перес Санс     | Бенжамен Бонзі Матіас Бург               | w/o                    |
| Перемога  | 24–10 | Жов 2016 | Туніс F27, Хаммамет              | Ф'ючерс    | Ґрунт      | Оріоль Рока Баталья  | Томмазо Габріелі Лука Томазетто          | 6–1, 6–1               |
| Перемога  | 25–10 | Бер 2017 | Ізраїль F1, Рамат-га-Шарон       | Ф'ючерс    | Тверде     | Габор Боршош         | Декел Бар Їшай Оліель                    | 6–3, 6–4               |
| Перемога  | 26–10 | Тра 2017 | Самарканд, Узбекистан            | Челленджер | Ґрунт      | Зденек Коларж        | Праджнеш Гуннесваран Вішну Вардган       | 7–6(7–2), 6–3          |
| Перемога  | 27–10 | Сер 2017 | Ліберець, Чехія                  | Челленджер | Ґрунт      | Зденек Коларж        | Томаш Беднарек Давід Пел                 | 6–3, 6–4               |
| Поразка   | 27–11 | Лис 2017 | Марокко F4, Касабланка           | Ф'ючерс    | Ґрунт      | Лоран Рошетт         | Амін Ауда Лямін Уахаб                    | 2–6, 6–3, [6–10]       |
| Поразка   | 27–12 | Лют 2018 | Бергамо, Італія                  | Челленджер | Тверде (i) | Алессандро Мотті     | Скотт Клейтон Джонні О'Мара              | 7–5, 3–6, [13–15]      |
| Поразка   | 27–13 | Чер 2018 | Алмати, Казахстан                | Челленджер | Ґрунт      | Владислав Манафов    | Кевін Кравіц Андреас Міс                 | 2–6, 6–7(2–7)          |
| Поразка   | 27–14 | Вер 2018 | Баня-Лука, Боснія і Герцеговина  | Челленджер | Ґрунт      | Алессандро Мотті     | Андрей Мартін Ганс Подліпнік Кастільйо   | 5–7, 6–4, [7–10]       |
| Перемога  | 28–14 | Лют 2019 | Бергамо, Італія                  | Челленджер | Тверде (i) | Зденек Коларж        | Томіслав Бркич Дастін Браун              | 7–5, 7–6(9–7)          |
| Перемога  | 29–14 | Чер 2019 | Парма, Італія                    | Челленджер | Ґрунт      | Андреа Пеллегріно    | Аріель Беар Ґонсало Ескобар              | 1–6, 6–3, [10–7]       |

## Досягнення в одиночних змаганнях
| W | Ф | ПФ | ЧФ | #Р | КТ | К# | P# | DNQ | A | Z# | PO | G | S | B | NMS | NTI | P | NH |

Таблиця актуальна станом на 2017 рік.
| Турнір                                 | 2010 | 2011 | 2012 | 2013 | 2014 | 2015 | 2016 | 2017 | SR    | В-П |
| -------------------------------------- | ---- | ---- | ---- | ---- | ---- | ---- | ---- | ---- | ----- | --- |
| Турніри Великого шлему                 |      |      |      |      |      |      |      |      |       |     |
| Відкритий чемпіонат Австралії з тенісу |      |      | К1р  |      |      |      |      |      | 0 / 0 | 0–0 |
| Відкритий чемпіонат Франції з тенісу   |      |      | К3р  |      | К1р  |      |      |      | 0 / 0 | 0–0 |
| Вімблдонський турнір                   |      |      | К2р  |      | К2р  |      |      |      | 0 / 0 | 0–0 |
| Відкритий чемпіонат США з тенісу       |      | К3р  |      |      | К1р  |      |      | К1р  | 0 / 0 | 0–0 |
| В-П                                    | 0–0  | 0–0  | 0–0  | 0–0  | 0–0  | 0–0  | 0–0  | 0–0  | 0 / 0 | 0–0 |

## Кубок Девіса
Грігеліс брав участь у матчах збірної Литви в Кубку Девіса. Він виграв 6 і програв 9 матчів в одиночному розряді, виграв 5 і програв 3 - у парному.
| Всі матчі на Кубок Девіса                      | Всі матчі на Кубок Девіса | Всі матчі на Кубок Девіса          | Всі матчі на Кубок Девіса | Всі матчі на Кубок Девіса | Всі матчі на Кубок Девіса | Всі матчі на Кубок Девіса                | Всі матчі на Кубок Девіса          | Всі матчі на Кубок Девіса             |
| ---------------------------------------------- | ------------------------- | ---------------------------------- | ------------------------- | ------------------------- | ------------------------- | ---------------------------------------- | ---------------------------------- | ------------------------------------- |
| Група III зони Європа/Африка Кубка Девіса 2008 |                           |                                    |                           |                           |                           |                                          |                                    |                                       |
| Раунд                                          | Дата                      | Суперники                          | Tie score                 | Venue                     | Покриття                  | Match                                    | Суперник                           | Rubber score                          |
| RR                                             | 7 травня 2008             | Естонія                            | 1–2                       | Єреван                    | Ґрунт                     | Одиночний розряд 1                       | Володимир Іванов                   | 2–6, 6–7(5–7) (L)                     |
| RR                                             | 11 травня 2008            | [[Молдова {{{altlink}}}\|Молдова]] | 0–3                       | Єреван                    | Ґрунт                     | Одиночний розряд 2                       | Андрій Горбан                      | 1–6, 2–6 (L)                          |
| RR                                             | 11 травня 2008            | [[Молдова {{{altlink}}}\|Молдова]] | 0–3                       | Єреван                    | Ґрунт                     | Парний розряд (with Mindaugas Čeledinas) | Раду Албот & Андрій Чумак          | 3–6, 2–6 (L)                          |
| Кубок Девіса 2010, група II зони Європа/Африка |                           |                                    |                           |                           |                           |                                          |                                    |                                       |
| Раунд                                          | Дата                      | Суперники                          | Tie score                 | Venue                     | Покриття                  | Match                                    | Суперник                           | Rubber score                          |
| 1р                                             | 5–7 березня 2010          | Велика Британія                    | 3–2                       | Вільнюс                   | Тверде (i)                | Одиночний розряд 1                       | Джеймс Ворд                        | 4–6, 2–6, 4–6 (L)                     |
| 1р                                             | 5–7 березня 2010          | Велика Британія                    | 3–2                       | Вільнюс                   | Тверде (i)                | Парний розряд (with Dovydas Šakinis)     | Колін Флемінг & Кен Скупскі        | 0–6, 7–6(7–2), 5–7, 3–6 (L)           |
| 1р                                             | 5–7 березня 2010          | Велика Британія                    | 3–2                       | Вільнюс                   | Тверде (i)                | Одиночний розряд 5                       | Денієл Еванс                       | 6–7(6–8), 7–5, 6–0, 2–6, 6–4 (W)      |
| 2р                                             | 9–11 липня 2010           | Ірландія                           | 3–2                       | Дублін                    | Килим (i)                 | Одиночний розряд 2                       | Конор Ніланд                       | 6–2, 6–3, 6–1 (W)                     |
| 2р                                             | 9–11 липня 2010           | Ірландія                           | 3–2                       | Дублін                    | Килим (i)                 | Парний розряд (with Річардас Беранкіс)   | Джеймс Класкі & Баррі Кінґ         | 6–3, 6–3, 6–4 (W)                     |
| 3р                                             | 17–19 вересня 2010        | Словенія                           | 2–3                       | Вільнюс                   | Тверде                    | Одиночний розряд 2                       | Грега Жемля                        | 3–6, 6–7(4–7), 3–6 (L)                |
| 3р                                             | 17–19 вересня 2010        | Словенія                           | 2–3                       | Вільнюс                   | Тверде                    | Парний розряд (with Річардас Беранкіс)   | Лука Грегорць & Грега Жемля        | 5–7, 4–6, 6–1, 6–3, 6–3 (W)           |
| 3р                                             | 17–19 вересня 2010        | Словенія                           | 2–3                       | Вільнюс                   | Тверде                    | Одиночний розряд 5                       | Блаж Кавчич                        | 4–6, 6–7(4–7), 6–7(5–7) (L)           |
| 2011 Davis Cup Europe/Africa Zone Group II     |                           |                                    |                           |                           |                           |                                          |                                    |                                       |
| Раунд                                          | Дата                      | Суперники                          | Tie score                 | Venue                     | Покриття                  | Match                                    | Суперник                           | Rubber score                          |
| 1р                                             | 4–6 березня 2011          | Естонія                            | 2–3                       | Таллінн                   | Тверде (i)                | Одиночний розряд 2                       | Юрген Зопп                         | 5–4 ret. (L)                          |
| Група III зони Європи Кубка Девіса 2012        |                           |                                    |                           |                           |                           |                                          |                                    |                                       |
| Раунд                                          | Дата                      | Суперники                          | Tie score                 | Venue                     | Покриття                  | Match                                    | Суперник                           | Rubber score                          |
| RR                                             | 3 травня 2012             | Сан-Марино                         | 3–0                       | Софія                     | Ґрунт                     | Одиночний розряд 2                       | Marco de Rossi                     | 6–2, 6–1 (W)                          |
| RR                                             | 4 травня 2012             | Андорра                            | 2–0                       | Софія                     | Ґрунт                     | Одиночний розряд 2                       | Jean-Baptiste Poux-Gautier         | 6–2, 6–4 (W)                          |
| PO                                             | 5 травня 2012             | Греція                             | 2–1                       | Софія                     | Ґрунт                     | Одиночний розряд 1                       | Теодорос Ангелінос                 | 5–7, 7–6(10–8), 4–6 (L)               |
| PO                                             | 5 травня 2012             | Греція                             | 2–1                       | Софія                     | Ґрунт                     | Парний розряд (with Річардас Беранкіс)   | Паріс Гемухідіс & Марк Каловелоніс | 6–2, 7–5 (W)                          |
| Кубок Девіса 2014, група II зони Європа/Африка |                           |                                    |                           |                           |                           |                                          |                                    |                                       |
| Раунд                                          | Дата                      | Суперники                          | Tie score                 | Venue                     | Покриття                  | Match                                    | Суперник                           | Rubber score                          |
| 1р                                             | 31 січня–2 лютого 2014    | Норвегія                           | 5–0                       | Осло                      | Тверде (i)                | Одиночний розряд 1                       | Joachim Bjerke                     | 6–7(4–7), 6–3, 6–3, 6–2 (W)           |
| 1р                                             | 31 січня–2 лютого 2014    | Норвегія                           | 5–0                       | Осло                      | Тверде (i)                | Парний розряд (with Річардас Беранкіс)   | Стіан Боретті & Віктор Джюрасович  | 6–1, 6–4, 7–5 (W)                     |
| 2р                                             | 4–6 квітня 2014           | Шаблон:Дані країни SAF             | 3–2                       | Centurion, Gauteng        | Тверде                    | Одиночний розряд 1                       | Рік де Вуст                        | 6–7(5–7), 6–7(3–7), 6–2, 6–7(4–7) (L) |
| 2р                                             | 4–6 квітня 2014           | Шаблон:Дані країни SAF             | 3–2                       | Centurion, Gauteng        | Тверде                    | Парний розряд (with Річардас Беранкіс)   | Жан Андерсен & Равен Класен        | 6–3, 3–6, 3–6, 6–7(5–7) (L)           |
| 2р                                             | 4–6 квітня 2014           | Шаблон:Дані країни SAF             | 3–2                       | Centurion, Gauteng        | Тверде                    | Одиночний розряд 5                       | Руан Рулофсе                       | 7–6(7–5), 3–6, 7–6(7–3), 6–4 (W)      |
| 3р                                             | 12–14 вересня 2014        | Боснія і Герцеговина               | 3–2                       | Сараєво                   | Тверде (i)                | Одиночний розряд 2                       | Дамір Джумхур                      | 7–6(7–5), 1–6, 1–6, 0–1, ret (L)      |
| 3р                                             | 12–14 вересня 2014        | Боснія і Герцеговина               | 3–2                       | Сараєво                   | Тверде (i)                | Парний розряд (with Річардас Беранкіс)   | Мірза Башич & Томіслав Бркич       | 6–3, 6–3, 7–6(7–4) (W)                |